# Piazza Antenore
Piazza Antenore è una piazza che si trova nel centro storico di Padova, vicino all'Università.

## Storia
In essa si trovano la presunta Tomba di Antenore, fondatore di Padova, e la Prefettura. Questa è stata costruita sul luogo in cui, nel 878, sorgeva la Chiesa e dal Monastero di Santo Stefano delle monache benedettine che venne inglobata, successivamente, nella Chiesa dedicata a San Lorenzo. L'edificio religioso fu destinato a uso civile nel 1809.